# Полубояринова, Елена Адриановна
Елена Адриановна Полубояринова (1864 — 15 февраля 1919) — русская общественная и политическая деятельница.

## Биография
Вдова крупного издателя купца Дмитрия Дмитриевича Полубояринова (умер в 1905).
Член Русского собрания с момента его основания. В 1907 году вступила в Союз Русского Народа, член его Главного совета. Издатель газеты «Русское знамя».
При расколе СРН приняла сторону А.И. Дубровина. 
Во время Февральской революции была арестована, допрашивалась Чрезвычайной Следственной комиссией Временного правительства. Расстреляна Петроградской ЧК во время красного террора.